# Atriplex nummularia
Espèce
Classification phylogénétique
L'arroche nummulaire (Atriplex nummularia, nommée, en anglais, old man saltbush, bluegreen saltbush ou giant saltbush, et  tiple en espagnol) est une espèce végétale arbustive fourragère de la famille des Amaranthaceae.

## Habitat
L'arroche nummulaire est originaire d'Australie, poussant sur tout le continent australien, sauf la Tasmanie, dans les zones méditerranéennes arides et semi-arides (précipitations allant de 250 mm à 600 mm par an). On la trouve ailleurs en Océanie, ainsi que dans l'île de Taiwan. Elle a été introduite dans d'autres régions du globe, pour des usages variés, notamment en Afrique du Sud, depuis le début du XXe siècle et où elle classée plante invasive de catégorie 2, au sud-ouest du désert américain et au nord du Mexique.
La plante pousse généralement sur les sols argileux et salins des basses terres, comme les plaines inondables, en dessous de 400 m d'altitude, mais peut aussi se rencontrer dans les sous-bois d'eucalyptus. Les sols sablonneux acides ou lessivés contiennent trop peu de sels de sodium et de potassium pour assurer une bonne productivité.
Ce n'est pas une espèce phréatophyte. Mais, en cas d'aridité, elle peut atteindre l'humidité de la nappe souterraine, jusqu'à 10 m de profondeur. Elle a une grande efficacité dans l'utilisation de l'eau. Dans le Karoo, en Afrique du Sud, celle-ci atteint 4 kg de matière sèche par m³ d'eau. Elle résiste très bien aux températures élevées, avec une photosynthèse optimale entre 30 et 35 °C. Elle supporte des températures descendant jusqu'à - 8 à - 12 °C, pendant quelques heures, mais des températures hivernales très basses provoquent la mort de la plante. Elle résiste également bien au feu et supporte la sécheresse ; elle peut survivre avec des précipitations annuelles apportant seulement 50 mm d'eau. Elle a une durée de vie d'environ quinze ans.

## Utilisations

### Fourrage
Les animaux domestiques, notamment les caprins, mangent l'arroche nummulaire, plante halophyte adaptée aux milieux arides avec des sols salés. Ces arbustes sont utilisés comme fourrage pour les animaux, dans ces habitats. C'est le cas en Tunisie, au Maroc, en Argentine et au Chili. L'arroche nummulaire sert de complément alimentaire lors du pâturage en prairies naturelles. La plante est généralement consommable pour les animaux en pâture, mais sa consommation peut être limitée par la concentration en sel dans les tissus de la plante qui puise son eau dans les sols salés,. Par ailleurs, elle ne couvre pas la totalité des besoins alimentaires du bétail caprin. Les animaux ont besoin d'une ration quotidienne d'eau plus importante, afin de pouvoir éliminer les ions sodium Na+. La part de l'arroche nummulaire ne doit pas excéder 20 à 30 % du fourrage fourni au bétail. Une plantation d'arroche nummulaire peut alimenter 20 à 25 moutons par hectare durant quatre mois.

#### Culture
Les plantes sont multipiées par bouturage ou semis.
Les graines peuvent être récoltées sur les plantes âgées de deux ans au moins et conservées durant trois ans dans des récipients hermétiques. Il y a environ trois graines viables par gramme. Elles ne doivent pas être plantées à plus de cinq millimètres de profondeur. La température optimale de germination est comprise entre 15 et 20 °C. Le taux de germination est amélioré en frottant les graines sous l'eau courante pendant plusieurs minutes ou en les faisant tremper dans l'eau pendant au moins une heure, afin d'éliminer le sel qu'elles contiennent.
Les boutures sont réalisées à partir de rameaux de 25 cm de long et d'au moins 6 mm de diamètre. On laisse un œil ou une feuille à l'extrémité du rameau, qui est traité avec une dose d'acide 3-indolebutanoïque (IBA) de 3 g/kg de rameau. Celui-ci est planté dans une terre sablonneuse et arrosé régulièrement. Le nouveau système racinaire apparaît au bout de six semaines. Le repiquage est possible, après dix semaines, dans un mélange 2/5 terre, 2/5 compost et 1/5 sable.
Les plançons nécessitent un arrosage. Cultivées en pépinières, les plantes sont repiquées en pots, dans lesquels elles demeurent jusqu'à avoir atteint une hauteur suffisante (10 à 15 cm) pour être transplantées sur le terrain, à l'automne ou au début de l'hiver, au début de la saison des pluies. On les plante dans des pâturages clos, en terrain bien drainé et ensoleillé, auxquels les animaux n'ont pas accès. Les sillons sont espacés de deux mètres, et les plançons placés à 1 à 2 m les uns des autres. On obtient des densités de 2 500 à 5 000 plants à l'hectare. La plante est prête à être utilisée comme fourrage la seconde ou la troisième année après la plantation en sol, lorsque sa hauteur atteint 1,5 m. La coupe s'effectue à au moins 50 cm du sol. La récolte est parfois donnée aux volailles.

#### Composition
La matière sèche représente 25 % de la masse du fourrage.
| Sels minéraux | Protéines  | Fibres    | Lignines   | Lipides     |
| ------------- | ---------- | --------- | ---------- | ----------- |
| 18 - 30 %     | 8,5 - 23 % | 65 - 83 % | 8,4 - 10 % | 2,0 - 3,1 % |

| Sodium Na   | Calcium Ca    | Potassium K | Magnésium Mg  | Phosphore P   | Rapport Na/K |
| ----------- | ------------- | ----------- | ------------- | ------------- | ------------ |
| 6,4 - 7,5 % | 0,48 - 0,68 % | 1,7 - 2,3 % | 0,36 - 0,49 % | 0,15 - 0,26 % | 5,5 - 6,0 %  |

### Stabilisation des sols
Au Chili, l'arroche nummulaire fait l'objet, à partir du début des années 1970, d'un programme de plantation de la Corporation nationale forestière. Vers la fin du XXe siècle, la superficie plantée, dans le cadre des efforts de lutte contre le déboisement et la désertification, atteint environ 430 km2 dans la 4e région (Coquimbo). De même, des études sont menées au Botswana, à Bokspits, dans le désert de Kgalagadi, sur la stabilisation des dunes de sable par l'arroche nummulaire.

### Autres emplois
Utilisée comme combustible, l'arroche nummulaire récupère en trois mois après la coupe. La plante est aussi utilisée comme haie coupe-vent, avec son feuillage ornemental résistant à la taille. Avec ses feuilles facilement visibles la nuit, elle est appropriée aux plantations en bordure de route. Les aborigènes d'Australie consomment les graines.

## Description

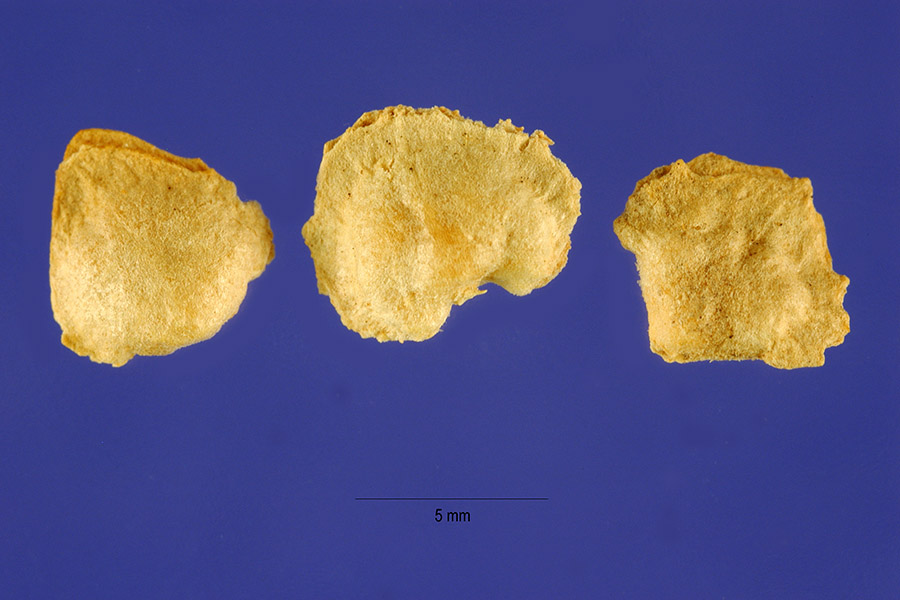
Graines dAtriplex nummularia.

L'arroche nummulaire est un arbuste vivace, ramifié, à feuilles persistantes d'un vert grisâtre, à croissance lente, atteignant des hauteurs comprises entre 1 et 3 mètres et des diamètres allant jusqu'à trois mètres.
Le système racinaire suberifié comporte une racine pivotante très développée, avec des racines latérales horizontales. Les tiges, très fragiles, sont dressées ou étalées et les branches blanches sont écailleuses et striées longitudinalement. Le bois a une densité supérieure à 0,6. Les feuilles alternes épaisses, ovales à triangulaires arrondies, sont aromatiques, coriaces, ondulées et, parfois, dentées de terne, mesurant de 2 à 7 centimètres de long et 1 à 4 cm de large. Le pétiole a 4 à 10 mm de long. La plante peut être monoïque ou dioïque.
Les fleurs mâles, petites, rondes, de couleur jaune-brun, sont organisées en panicules de 7,5 cm à 10 cm de long, ramifiées vers le sommet des branches, ou en longs épis atteignant jusqu'à 20 centimètres de long. Les fleurs femelles, peu colorées, sont situées à l'aisselle des feuilles ou en inflorescences terminales ramifiées, denses et épaisses, avec un grand nombre de bractéoles. Elles sont parfois sont intercalées entre les fleurs mâles. Les bractéoles fructifères ont 4 à 10 mm de long et 4 à 9 mm de large, sont triangulaires arrondies ou ovales, avec un corps basal dur, grises à vert grisâtre, à marge herbacée.
Les graines sont lenticulaires, de 2 mm de diamètre, formées de deux  feuillets écailleux parcheminés, qui ont poussé ensemble, avec un tégument brun foncé. Les feuillets contiennent une forte concentration de chlorure de sodium (Na+, Cl-) qui inhibe la germination des graines. Ceux-ci doivent donc être lessivés par suffisamment d'humidité pour que la germination puisse commencer. La pollinisation est effectuée par le vent. La floraison a lieu au printemps, entre avril et juin.

## Sous-espèces
L'arroche nummulaire possède trois sous-espèces :
- Atriplex nummularia subsp. nummularia.
- Atriplex nummularia subsp. omissa Aellen[17].
- Atriplex nummularia subsp. spathulata.